# Мониторинг и контроль портфельных рисков
Мониторинг и контроль портфельных рисков (англ. Monitor and Control Portfolio Risks) — один из процессов, входящих в дисциплину управления рисками портфеля проектов согласно Стандарту управления портфелями проектов, направленный на обеспечение эффективного контроля над неопределенностью портфеля во время исполнения портфеля проектов.
Этапы процесса:
- Отслеживание идентифицированных рисков
- Мониторинг причин возникновения рисков и, по необходимости, осуществление соответствующего плана реагирования
- Мониторинг остаточных рисков
- Повторный анализ существующих рисков
- Отслеживание изменений среди стейкхолдеров
- Обзор мер реагирования на риски и одновременная оценка их эффективности
- Идентификация, анализ и планирование для вновь возникающих рисков

Входы процесса: план управления портфелем, реестр портфельных рисков, отчёт о выполнении компонент, данные о компонентах. Инструменты и методы, используемые в рамках процесса — аудит портфельных рисков, дисперсионный анализ и анализ трендов, статусные совещания, переоценка портфельных рисков. Выходы процесса: запросы на изменения портфеля, обновлённый реестр рисков портфеля, оценка оборотных активов.
Процессы управления рисками Портфеля предоставляют информацию, которая может быть использована позже в управлении портфелями. Данные, полученные в результате управления портфельными рисками, могут сделать вклад в базу знаний организации, эта информация должна включать данные о текущем влиянии рисков на стратегические цели и эффективность ответных мер.